# Jan Jelínek (Anthropologe)
Jan Jelínek (* 6. Februar 1926 in Brünn; † 3. Oktober 2004 ebenda) war ein tschechischer Prähistoriker und Anthropologe.

## Leben
Er studierte unter Karel Absolon und Vojtěch Suk in Brno. 1947 wurde er am Mährischen Landesmuseum in Brno angestellt, dessen Direktor er 1958 wurde. 1949 wurde er an der Naturwissenschaftlichen Fakultät der Universität Brno im Fach physische Anthropologie promoviert. 1959 wurde er zur Aspirantur zugelassen, 1964 schloss er seine Promotion B ab. Nach der Niederwerfung des Prager Frühlings wurde Jelínek verhaftet und verlor seine Stelle als Direktor des mährischen Museums wegen angeblicher Unterschlagungen während der Feldforschung in Australien.
Jelínek forschte vor allem über das Mittel- und Jungpaläolithikum Zentraleuropas, prähistorische physische Anthropologie und Felskunst und führte ethnographische Studien in Australien durch. Er führte Grabungen in den paläolithischen Fundplätzen Mladec, Předmostí, Stránska Skála und Kůlna durch. Er publizierte unter anderem über die tschechischen paläolithischen Fundplätze von Dolní Věstonice, Kůlna, Mladec, Ochoz und Šipka.
1962 wurde der Anthropos-Pavillon in Brno eröffnet, der archäologische Funde auf neuartige Weise präsentierte und in der Museumsgestaltung international einflussreich war. Jelinek arbeitete mit frei aufgestellten Funden (Höhlenbären- und Mammutskeletten), lebensgroßen Modellen und den Rekonstruktionszeichnungen des bekannten tschechischen Malers Zdeněk Burian, die unser Bild vom Paläolithikum bis heute prägen. In den 1960ern begründete er einen Studiengang Museologie an der Masaryk-Universität. Von 1971 bis 1977 war er Präsident des International Council of Museums (ICOM).
Jelínek beriet die amerikanische Autorin Jean Auel über den archäologischen Hintergrund zu ihren Ayla-Romanen.

## Werke
Jelínek begründete die Reihe Anthropos und führte die vor dem Krieg in Prag erschienene Zeitschrift Anthropologie weiter.
- Der große Bildatlas des Menschen in der Vorzeit, Artia-Verlag Prag, 1972.
- Neanderthal man and Homo sapiens in Central and Eastern Europe. Current Anthropology 1969.